# Брилув
Брилув (пол. Bryłów) — село в Польщі, у гміні Вйонзув Стшелінського повіту Нижньосілезького воєводства.
Населення — 109 осіб (2011).
У 1975-1998 роках село належало до Вроцлавського воєводства.

## Демографія
Демографічна структура станом на 31 березня 2011 року:
|          | Загалом | Допрацездатний вік | Працездатний вік | Постпрацездатний вік |
| -------- | ------- | ------------------ | ---------------- | -------------------- |
| Чоловіки | 54      | 17                 | 32               | 5                    |
| Жінки    | 55      | 12                 | 33               | 10                   |
| Разом    | 109     | 29                 | 65               | 15                   |